# Touwpomp

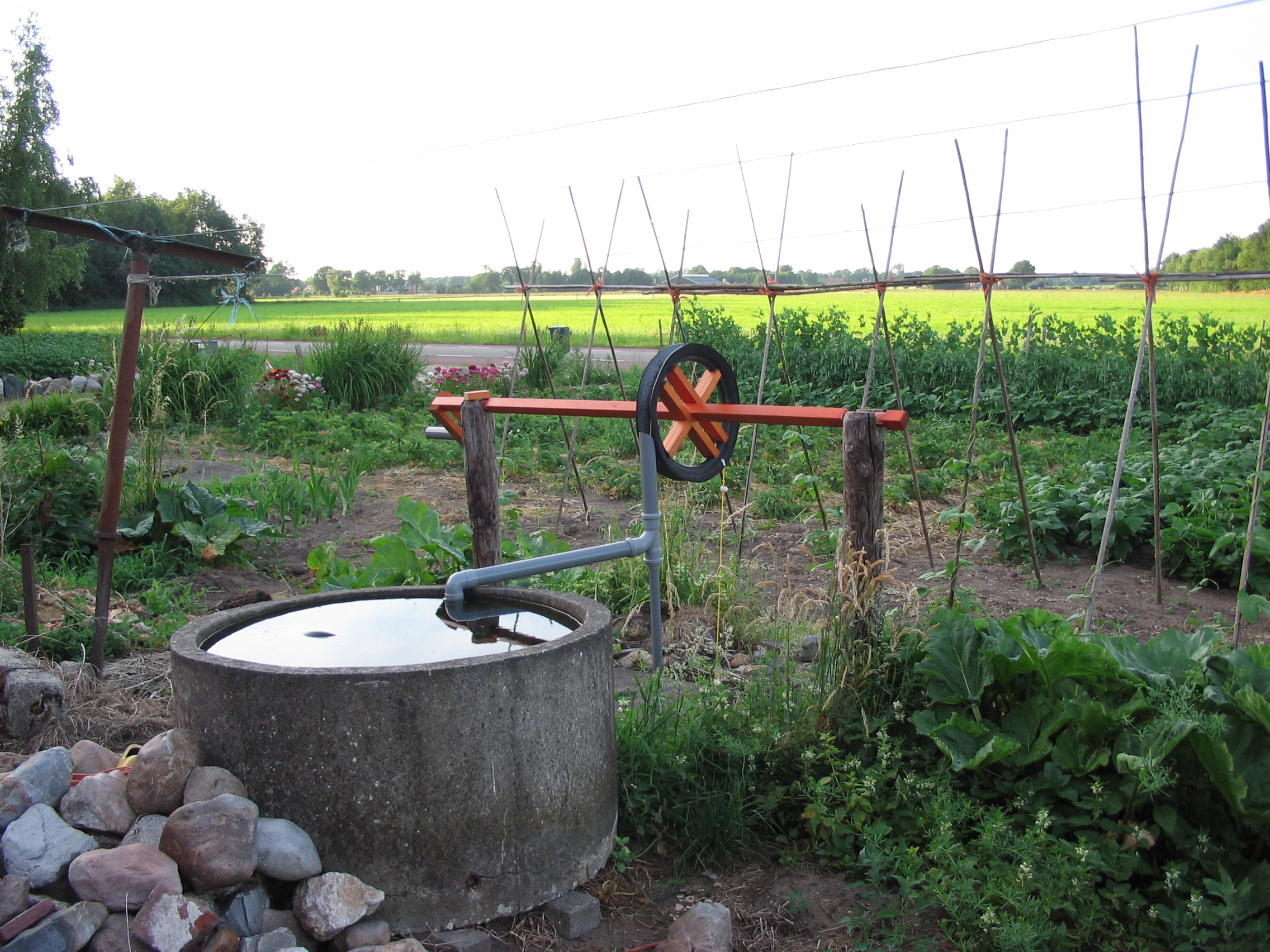
Touwpomp in een groentetuin

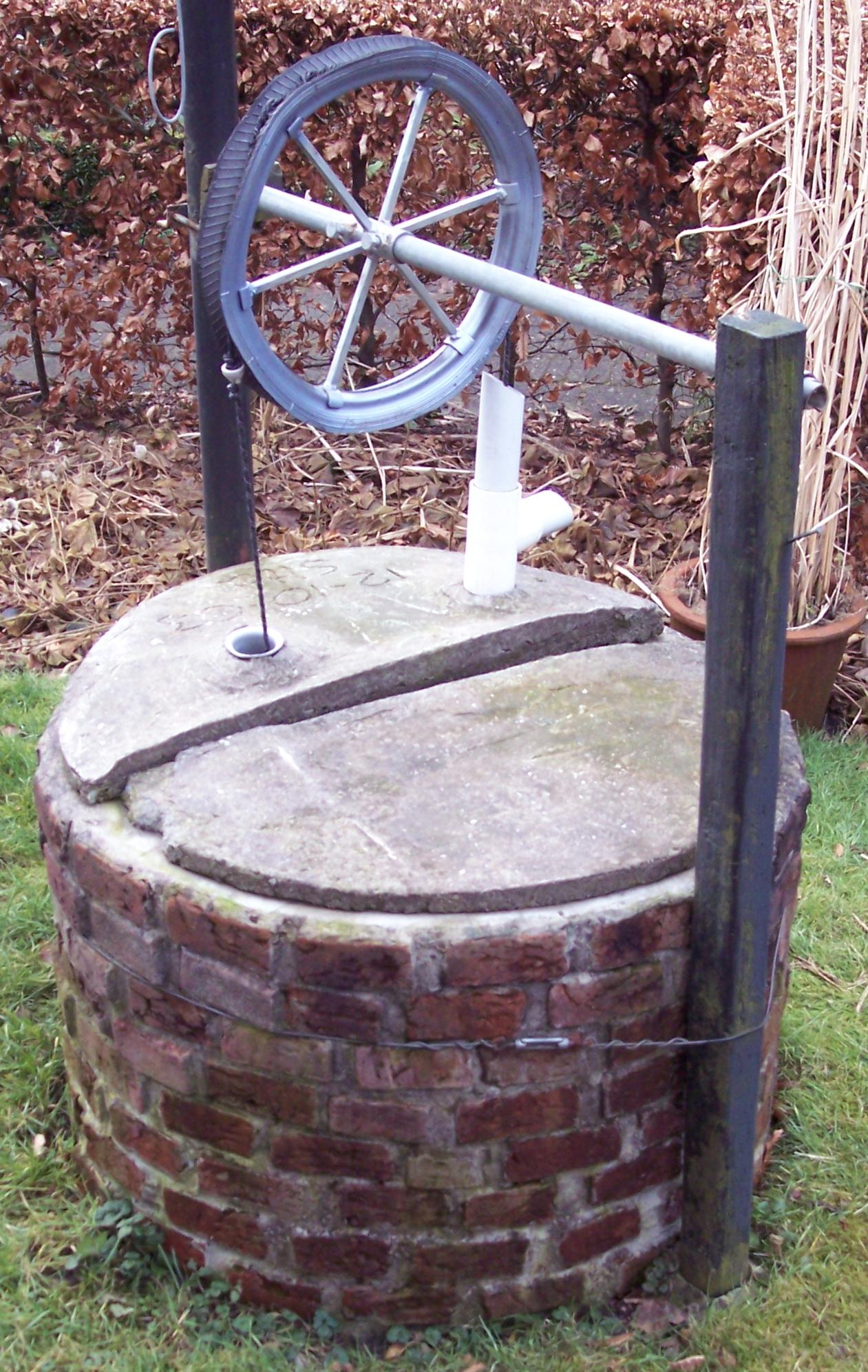
Demonstratie-touwpomp in Apeldoorn

Een touwpomp is een soort pomp die voornamelijk in ontwikkelingslanden gebruikt wordt voor oppompen van drinkwater en voor irrigatie-doeleinden. De pomp is in staat om (grond)water op te pompen van een diepte tussen 1 en 40 meter. Bij grotere dieptes is een kleinere buisdiameter gewenst.
In Nicaragua is de touwpomp inmiddels de standaard voor watervoorziening en zijn alreeds 50.000 touwpompen geïnstalleerd. Daarnaast is de pomp succesvol geïntroduceerd in Mexico, Guatemala, Honduras, Ghana, Zimbabwe, Tanzania en Senegal.
De voordelen ten opzichte van de conventionele zuigerpomp is de lagere investeringsprijs en dat de pomp te maken is met lokaal beschikbare materialen. Daarnaast is de pomp door de gebruikers zelf te repareren tegen geringe kosten. Bij toepassing van de touwpomp kan met een gesloten put gewerkt worden en dit voorkomt verontreiniging van het water in de put.
De touwpomp bestaat uit een rondlopend touw met daaraan op periodieke afstanden een zuiger van rubber, leer of plastic. Rubber zuigers zijn van oude autobanden te maken. Het touw loopt door een opvoerbuis met een binnendiameter, die een fractie (0,5 - 1 mm) groter is dan de diameter van de zuigers. Het neergaande pomptouw dient geleid te worden aan bovenzijde van de put en onderin waar het de opvoerbuis ingaat.
De buis wordt in zijn geheel neergelaten in een waterput. Door het touw door de buis te trekken worden stukjes waterkolom op de zuigers naar boven 'getild'. Het waterfilmpje langs de buiswand sluit de speling tussen de zuigertjes en de buis en zorgt tevens voor 'smering' tussen zuiger en cilinder.
Doordat het touw met de zuigertjes lijkt op een rozenkrans, een 'paternoster', wordt deze pomp ook wel paternosterpomp genoemd.
Naast handaangedreven touwpompen worden ook andere aandrijvingen toegepast: zoals door windenergie, een motor of trekdieren.
Een touwpomp kost tussen de 30 en de 200 US$ afhankelijk van het model (de kosten voor het boren van de put zijn hier niet bij inbegrepen), daarnaast zijn er nog kosten voor het onderhouden van de put.

## Schematische werking

schematische werking van een touwpomp